# パラフォイル

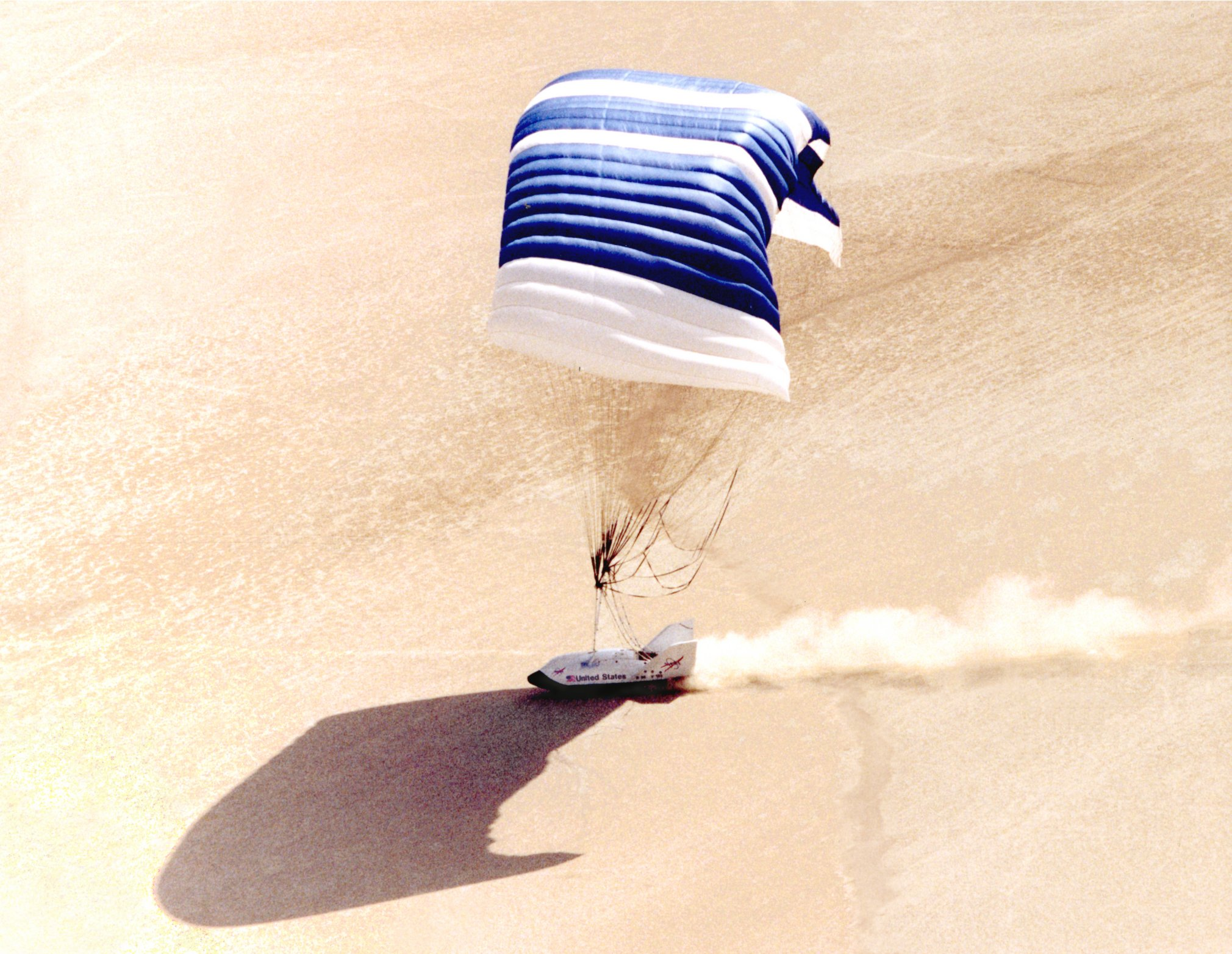
パラフォイルを用いて着陸するX-38

パラフォイル (Parafoil) は風によって展開される柔軟構造を有する翼のこと。空気力学的な小規模構造体の集合によって構成されており、進行方向からの空気流入により、翼型を形成する。主にナイロンなどによって作られ、パラグライダーなどに用いられている。
パラフォイルのアイデアは1964年にドミーナ・ジャルバートによって考案され、1966年に特許を取得している。1984年にはこの発明によりFAIから表彰された。翼型はロープによって操作され形状が変化し、それによって操縦を行うことができる。半球形状のパラシュートと比較し、操縦性が高く、降下速度の調整も容易という特徴を持つ。

## 軍事輸送
GPS誘導装置は、補給方式に大きな変化をもたらした。GPSでの精密な位置把握によりパラフォイルの高度な操縦制御が可能となったのである。
ダッチ・スペース社が開発したSPADES（Small Parafoil Autonomous Delivery System: 小型パラフォイル自動送達システム）は、250kgの貨物を距離2km手前、高度3000mから投下して、目標から100m以内に着地させることができる。
カナダのMMST (Mist Mobility Integrated System Technology) 社は、米特殊作戦コマンドの要求に応じて、CQ-10 スノーグースという動力つきのパラフォイル投下システムを開発した。270kgの搭載能力があり、時速55kmの速度が得られるなら、地上からの発進もできる。最大到達高度は7600m、速度は45～55kmで、940kmの航続距離か、20時間の滞空能力があるとされる。
地上部隊に広い落下回収地点を確保させなくてもいいので、アフガニスタンの山岳地帯のような地形では、一連の能力は大きな意味を持つ。また水害や大雪などで孤立した場所に、精密に物資を送り届けることも可能になる。